# Văn học phản không tưởng
Văn học phản không tưởng (tiếng Pháp: littérature antiutopique) là những tác phẩm văn học miêu tả những hậu quả nguy hại không thấy trước do gắn với việc thiết lập một xã hội ứng với một lí tưởng xã hội nào đó.
Văn học phản không tưởng nảy sinh và phát triển khi tư tưởng xã hội không tưởng đã được xác lập và trở thành một truyền thống. Văn học phản không tưởng thường thực hiện vai trò hiệu chỉnh (một cách năng động) tất yếu đối với văn học và tư tưởng không tưởng vốn tĩnh tại và khép kín.
Văn học phản không tưởng biểu hiện rõ rệt đầu tiên dưới dạng một luận văn bàn về thiết chế nhà nước ưu việt. Tuy vậy, ở các thế kỷ XVII – XIX, những sáng tác phản không tưởng thường chỉ được xem như một phương diện châm biếm phụ trợ, một sự chú giải về mặt tư tưởng và thực tiễn cho các sơ đồ không tưởng; chúng chỉ có ý nghĩa nghệ thuật độc lập ở rất ít trường hợp.
Cuối thế kỷ XIX, khi văn học không tưởng xâm nhập vào văn học viễn tưởng khoa học và nghiêng về kiểu dự báo tương lai hoc, thì ở văn học phản không tưởng phát sinh một loại "tiểu thuyết cảnh cáo" mang chất viễn tưởng.
Sang thế kỷ XX, văn học phản không tưởng đã phát triển mạnh mẽ.
Tuy vậy, cơ chế xác nhận giá trị chân chính của các tác giả và tác phẩm văn học phản không tưởng rất ngặt nghèo (tương tự như số phận các nhà tiên tri thời xưa: chừng nào họ còn sống thì chưa thể được đất nước mình, thời đại mình thừa nhận).
Tiểu thuyết Chúng ta (1924) của E.Da-mi-a-tin được coi là tác phẩm lớn của văn học phản không tưởng thế kỷ XX, trực tiếp ảnh hưởng đến một số nhà văn Anh – Mỹ dẫn đến sự ra đời của các tác phẩm quan trọng khác của thế kỷ này như Thế giới mới tuyệt vời của A. Hơ-xli, 1984 của G. Ô-ru-en. Cùng mạch này là Hố móng của A. Pla-tô-nốp. Người ta cũng kể đến nhiều tác phẩm như Trò chơi vòng cườm của H. Hex-xe.
Sự phát triển thể loại văn học phản không tưởng đương đại gắn với hàng loạt vấn đề xã hội, sinh thái, chinh phục vũ trụ,... nhất là khi nó được vận dụng trong viễn tưởng khoa học. Tuy vậy, trong sáng tác thuộc thể loại này cũng bộc lộ xu hướng hạ thấp thành sách bán chạy, nhập vào văn học đại chúng.